# Babaji Singh
Babaji Singh Khalsa (en punyabí: ਬਾਬਾਜੀ ਸਿੰਘ ਖਾਲਸਾ ; Ciudad de México, 15 de agosto de 1947-Ciudad de México, 19 de noviembre de 2006) fue un traductor y religioso sij mexicano a quien se le atribuye la traducción del Sri Gurú Granth Sahib Ji, el texto sagrado de los sijs al español.

## Biografía
Nació en Ciudad de México en 1947; siendo criado dentro del seno de una familia católica. Terminó sus estudios en una universidad jesuita en México, la Universidad Iberoamericana. Posteriormente se fue a Alaska y luego a Estados Unidos. Poco después de convertirse al sijismo, regresó a Ciudad de México y se convirtió en predicador sij.
Tradujo el Sri Gurú Granth Sahib Ji al español, lo que le llevó 30 años, con la ayuda de la traducción al inglés de la escritura realizada por Gopal Singh. La traducción fue presentada por su viuda, Guru Amrit Kaur en octubre de 2008, en Nanded, durante las Celebraciones del Tricentenario de Guru Gaddi del Guru Granth Sahib.